# Olívia Torres
Olívia Torres (São José do Rio Preto, 6 de junio de 1994) es una actriz brasileña.

## Trayectoria
Nació en São José do Rio Preto pero se crio en Río de Janeiro. Hija de la productora teatral y actriz Sofía Torres, inició su carrera artística desde niña.
El 23 de enero de 2020 admitió su homosexualidad en su perfil de Instagram. Comenzó una relación con la artista visual Camila Maluny.
Después de realizar pequeñas apariciones en dramas televisivos de TV Globo, como en la serie Hoje É Dia de Maria, Torres consiguió su primer papel destacado en la serie Malhação, en su decimoséptima temporada, interpretando el personaje de Rita.
Su debut cinematográfico fue en el largometraje Untangle, en el año 2010. Posteriormente, actuó en las películas Somos so Jovens y Confessões de Adolescente.En televisión participó en las telenovelas Amor Eterno Amor,Saramandaia y O Rebu, y en la serie As Canalhas.
En 2015 comenzó a interpretar el personaje de Débora, en Totalmente Demais. En 2017, interpretó como "la sufrida Teresa"  uno de los papeles principales en la telenovela Tiempo de Amar.
En  2019 actuó en el cortometraje Chiclete dirigido por Philippe Noguchi. En 2022 grabó la película Casa no Campo dirigida por Davi Pretto. Ese mismo año, también protagonizó el cortometraje Isso Semper Happen dirigido por Lara Koer y actuó en la película Meu Álbum de Amores dirigida por Rafael Gomes. A finales de 2022, apareció en el cortometraje Jantar Pra Seis, escrito por Isabela Lisboa, de Río de Janeiro.

## Reconocimientos
En 2011, Torres ganó el premio a Mejor actriz por su papel en Desenrola. También fue nominada como mejor actriz por ese papel en los Meus Prêmios Nick 2011 y el Festival Paulínia de Cinema.
En 2022, estuvo nominada como Mejor Actriz en el Festival de Cine Fantástico de Novo Hamburgo, Fantasnoia, por su papel en  Isso Sempre Acontece.

## Filmografía

### Televisión
| Año  | Título                      | Personaje                     | Nota                              |
| ---- | --------------------------- | ----------------------------- | --------------------------------- |
| 2004 | Começar de Novo             | Marcinha                      | Participación                     |
| 2005 | Hoje é Dia de Maria         | Eleida, Menina Carvoeira      | Episodio: "No País do Sol a Pino" |
| 2009 | Malhação ID                 | Rita Silveira                 | Temporada 17                      |
| 2012 | Amor Eterno Amor            | Maria Gabriela Allende (Gabi) |                                   |
| 2013 | As Canalhas                 | Verinha                       | Episodio: "Amélia"                |
| 2013 | Saramandaia                 | Candinha Rosado (joven)       | Participación                     |
| 2014 | O Rebu                      | Valentina Rezende             |                                   |
| 2015 | Totalmente Demais           | Débora Matoso                 |                                   |
| 2016 | Totalmente Sem Noção Demais | Débora Matoso                 |                                   |
| 2017 | Sob Pressão                 | Roberta                       | Episodio: "12 de setembro"        |
| 2017 | Tempo de Amar               | Tereza Leitão                 |                                   |
| 2018 | Psiconautas                 | Silvia                        | Participación temporada 2         |
| 2023 | Rio Connection              | Tuca                          |                                   |

### Cine
| Año  | Título                              | Personaje       | Nota         |
| ---- | ----------------------------------- | --------------- | ------------ |
| 2011 | Desenrola                           | Priscila        |              |
| 2013 | Somos tão Jovens                    | Gabriela        |              |
| 2014 | Confissões de Adolescente - O Filme | Juliana         |              |
| 2015 | Meus Dois Amores                    | Novia           |              |
| 2016 | Aurora                              | Aurora          |              |
| 2018 | A Jornada de Maria                  | Maria (joven)   | Cortometraje |
| 2019 | Chiclete                            | Caixa           | Cortometraje |
| 2022 | Meu Álbum de Amores                 | Dra. Fabiana Sá |              |
| 2022 | Isso Sempre Acontece                | Ana             | Cortometraje |
| 2023 | Casa no Campo                       | Amanda          |              |
| 2023 | Jantar Para Seis                    | Lívia           | Cortometraje |

### Videoclips
| Año  | Música     | Artista               |
| ---- | ---------- | --------------------- |
| 2018 | "Estrondo" | Plutão Já Foi Planeta |

## Teatro
| Año     | Título                                | Personaje         |
| ------- | ------------------------------------- | ----------------- |
| 2008–09 | O Jardim do Rei                       | Criada            |
| 2013    | O Rouxinol e o Imperador              | Chica             |
| 2014–15 | Cachorro Quente                       | Carina            |
| 2015    | Bilac Vê Estrelas                     | Monja             |
| 2018    | Além do que os nossos Olhos Registram | Sofia             |
| 2019–20 | Lazarus                               | Chica Adolescente |

## Discografía

#### Bandas sonoras
| Año  | Canción                                                       | Álbum     |
| ---- | ------------------------------------------------------------- | --------- |
| 2010 | "Muito Pra Você" (con el grupo The Licias)                    | Malhação  |
| 2010 | "Mais Uma de Amor (Geme Geme)" (con el grupo The Licias)      | Malhação  |
| 2010 | "The Licias" (con el grupo The Licias)                        | Malhação  |
| 2010 | "Livres Independente Futebol Clube" (con el grupo The Licias) | Malhação  |
| 2011 | "Será Possível"                                               | Desenrola |